# Leran
Leran (francès Léran) és un municipi francès situat al departament de l'Arieja i a la regió d'Occitània.